# Александровский канал
Александровский канал (также Александровская оросительная система, укр. Олександрівська зрошувальна система, до 1 июня 2018 — Краснознаменский канал) — рукав Северо-Крымского канала, орошающий часть Херсонской области днепровской водой.
Крупнейшая оросительная система в южной части области и одна из крупнейших на Украине. После проведённой в 1987 году реконструкции площадь орошаемых Александровской системой земель составляла 96 000 га, площадь дренажа — 50 000 га. Длина магистрального канала — 102 км², расход воды — 49 м³/с.
Магистральный канал идёт на запад от Северо-Крымского канала, находится севернее Каркинитского залива. Состоит из двух частей — прорытого в 1956—1966 годах самотёчного участка и добавленных в 1976 году участков с механической системой подъёма воды.
Проведение Александровского канала позволило наладить в Херсонской области рисоводство, а также выращивание виноградников на каштановых почвах юга Херсонской области, требующих обильного полива в первые два года после посадки. До 90 % воды через Александровскую оросительную систему достаётся полям Скадовского района.
1 июня 2018 года решением Херсонской областной рады Краснознаменский канал переименован в Александровский.